# إد غيلبرت
إد غيلبرت هو لاعب هوكي الجليد كندي، ولد في 12 مارس 1952 في هاميلتون في كندا.

## وصلات خارجية
- إد غيلبرت على موقع دوري الهوكي الوطني (الإنجليزية)
- إد غيلبرت على موقع قاعة مشاهير الهوكي (لاعب أن.إتش.أل) (الإنجليزية)
- إد غيلبرت على موقع EliteProspects.com (الإنجليزية)
- إد غيلبرت على موقع HockeyDB.com (الإنجليزية)
- إد غيلبرت على موقع Hockey-Reference.com (الإنجليزية)